# Ipomoea lozanii
Ipomoea lozanii là một loài thực vật có hoa trong họ Bìm bìm. Loài này được Painter mô tả khoa học đầu tiên năm 1907.